# Dietrich III. von Bocksdorf
Dietrich III. von Bocksdorf (auch  Boxdorf, Bogsdorf, Buxtorff, Bucksdorff, Buchesdorf, Buckenstorff, Buckensdorf, Buckinsdorff) (* in Zinnitz; † 9. März 1466 in Zeitz) war 1439 Rektor der Universität Leipzig und von 1463 bis 1466 Bischof von Naumburg.

## Leben
Dietrich III. stammte aus der niederadeligen Familie von Bocksdorf. Zum Familienbesitz gehörte auch Schloss Zinnitz. Er studierte erst in Leipzig und setzte seine juristischen Studien in Perugia fort. Als Rektor der Universität Leipzig bemühte er sich ab 1439 um Reformen und war wahrscheinlich an der Formulierung der ältesten Statuten der juristischen Fakultät beteiligt. Dietrich III. war eine vermögende Person: Zu seinem Familienbesitz kamen Einnahmen aus seiner Tätigkeit an der Universität und des Weiteren aus Pfründen. Außerdem war er als Advokat, Schiedsrichter und Konsulent ausgesprochen aktiv. In den Verhandlungen des Kunz von Kauffungen mit dem Kurfürsten Friedrich II., die dem Sächsischen Prinzenraub vorausgingen, bezog er als Rechtsbeistand und Richter eine einflussreiche Position zugunsten des Kurfürsten. 1448 kaufte er ein Grundstück in der Stadt Leipzig. Das von ihm erbaute Gebäude in der Burgstraße 19, später zum Thüringer Hof gehörend, war eines der bedeutenden Baudenkmäler der Stadt und wurde im Zweiten Weltkrieg zerstört.
Mit Unterstützung des sächsischen Kurfürsten Friedrich II. wurde er zum Naumburger Bischof erwählt, wo er bereits seit 1445 zu den Domherren zählte. Es bestand ein dauerhaft enges Verhältnis zu den Wettinern.
Er starb am frühen Nachmittag des 9. März 1466 an einem Schlaganfall. Es wurden Vorbereitungen getroffen, ihn in Zeitz zu bestatten, schließlich fand er seine Grablege im Naumburger Dom. Teile seiner Bronzegrabplatte sind erhalten geblieben.